# Adolf Tannert (Turner)
Gustav Adolf Tannert (* 1. November 1875 in Berlin-Rummelsburg; † 30. Januar 1961 Berlin-Zehlendorf) war ein deutscher Kunstturner.

## Biografie
Adolf Tannert nahm bei den Olympischen Sommerspielen 1900 in Paris im Einzelmehrkampf teil, wo er den 118. Rang belegte.